# Camel-Kamel

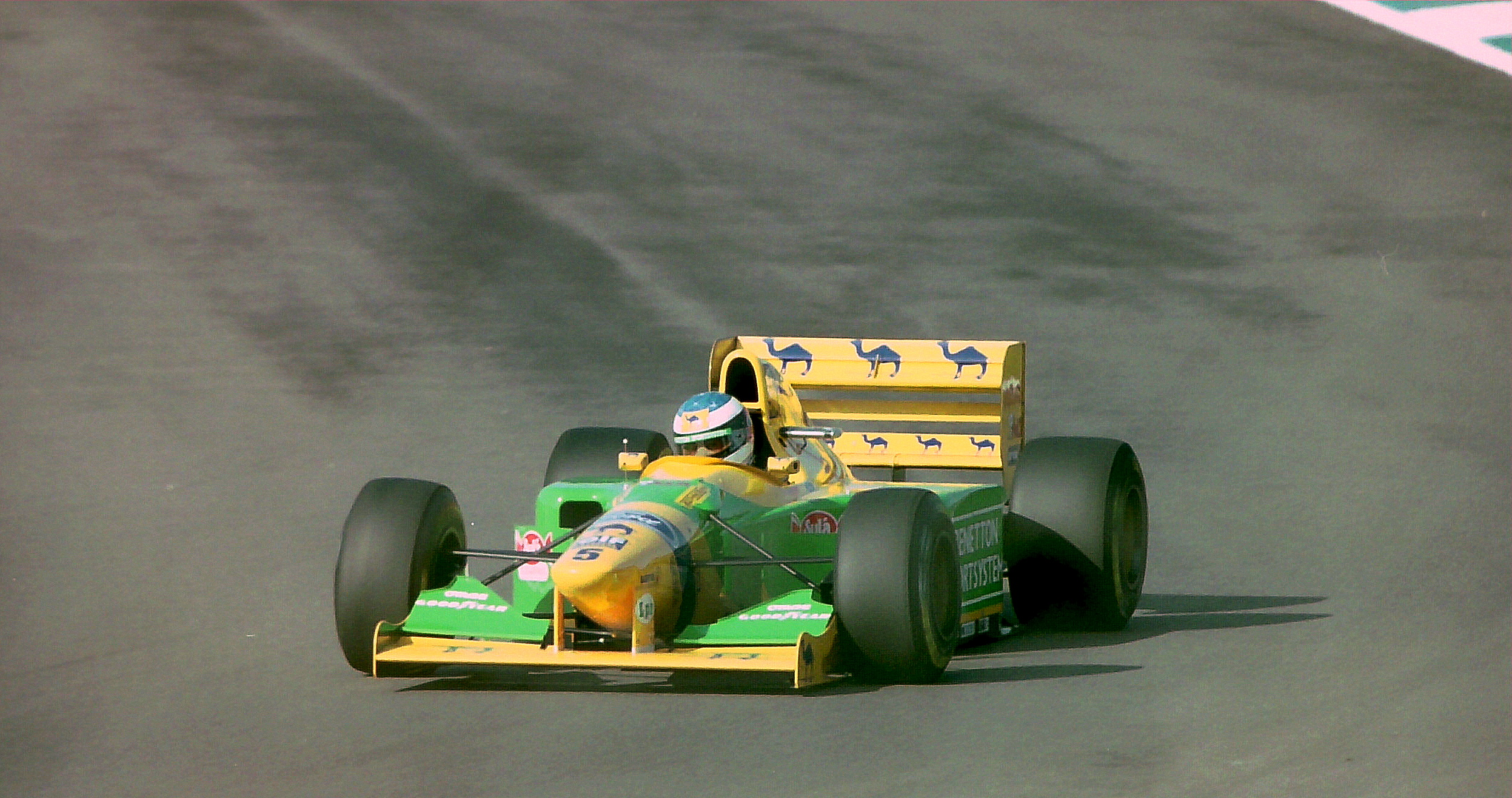
Das Camel-Kamel als Werbeträger für Benetton-Ford mit Michael Schumacher 1993

Das Camel-Kamel ist eine Werbefigur für Zigaretten der Marke Camel.
Es wurde 1913 von Richard Joshua Reynolds in Winston-Salem, North Carolina, erdacht, als dieser eine der ersten Fertigzigaretten in den USA auf den Markt brachte und dafür einen Markennamen und ein Symbol suchte, die Assoziationen mit dem Orient zuließen. Er wählte die Kombination von Pyramiden, Palmen und einem einhöckrigen Dromedar.
Das Urbild dieser bis heute kaum veränderten Komposition war die Fotografie eines Dromedars namens Old Joe, das zum Zirkus Barnum and Bailey gehörte. Dieser gastierte damals gerade in Winston-Salem.
Die Camel-Zigaretten waren sofort ein großer Erfolg. 1968 wurden sie auch in Deutschland eingeführt. Zeigte die Werbung hier zunächst eher martialische Abenteurer (langjähriger Werbespruch: „Ich geh meilenweit für eine Camel Filter“), wurde ab 1991 mit Zeichentrickfilmen geworben, in denen das Camel-Kamel eher surrealistisch anmutende Erlebnisse hatte. Wenige Jahre später, ab 1996, wurde das Höckertier in den Werbespots mit Warnungen wie „Wirf keine brennenden Camels aus dem Fenster“ oder „Setz dich nicht auf deine Camels“ kombiniert und entsprechenden Abenteuern ausgesetzt.
Eine Parallelfigur zum Camel-Kamel war Joe Camel, der speziell in einer Kampagne ab 1987 die jüngere Kundschaft des Zigarettenkonzerns ansprechen sollte, nach Protesten von Verbraucherschützern aber schließlich abgesetzt wurde.

## Wandbild
Im Inneren des Hauptquartiers von Reynolds in Winston-Salem befindet sich ein Art-déco-Wandmosaik, das ebenfalls ein einhöckeriges Dromedar zeigt. Dieses steht allerdings, anders als das auf den Zigarettenpackungen abgebildete Tier, nach rechts gewandt und zeigt auch eine etwas andere Fußhaltung.